# Farès Benabderahmane
Farès Benabderahmane (sinh ngày 11 tháng 8 năm 1987, ở Sidi Aïssa) là một cầu thủ bóng đá người Algérie. Hiện tại anh thi đấu cho USM Bel-Abbès ở Giải bóng đá hạng nhất quốc gia Algérie.

## Sự nghiệp câu lạc bộ
Ngày 12 tháng 7 năm 2011, Benabderahmane ký bản hợp đồng 2 năm cùng với CR Belouizdad.

## Danh hiệu

### Câu lạc bộ
USM El Harrach
- Cúp bóng đá Algérie: Á quân 2011

USM Bel Abbès
- Cúp bóng đá Algérie: 2018